# Дети Бога (фильм)
«Дети Бога» (англ. Children of God) —  фильм сценариста и режиссёра Карима Мортимера. У картины есть короткометражный предшественник «Поплавок» (англ. Float), снятый этим же кинематографистом в 2007 году. Карим Мортимер считал работу над фильмом важным делом, так как за несколько месяцев до съёмок на Багамах были убиты несколько мужчин-геев.

## Сюжет
Действие происходит на багамском острове Эльютера как раз в то время, когда в стране шла кампания против предоставления прав ЛГБТ, организованная религиозными лидерами. Джонни — молодой белый гей,  погруженный в состояние депрессии из-за угрозы исключения из университета, где он изучает живопись. Он встречает таинственного темнокожего парня по имени Ромео, в которого влюбляется. Ромео отвечает взаимностью, но проблема в том, что у него есть девушка, которой становится известно о его гомосексуальных похождениях. Джонни приходится выбирать между любовью, стремлением к счастью и жизнью в шкафу из-за опасности гомофобной расправы, которой фильм и заканчивается.

## В ролях
| Актёр                 | Роль       |
| --------------------- | ---------- |
| Джонни Ферро          | Джонни     |
| Стефен Тайрон Уильямс | Ромео      |
| Кристофер Эрро        | Марк Уэллс |

## Релиз
Премьера фильма состоялась на Международном кинофестивале в Майами в марте 2010 года. Телевизионная премьера состоялась на телеканале Showtime 2 июня 2010 года, а в июне 2011 года TLA Releasing выпустила фильм на DVD.